# Krishna Hutheesing
Krishna Nehru Hutheesing, née le 2 novembre 1907, morte le 9 octobre 1967, est une femme de lettres indienne. C'est aussi la plus jeune sœur de  Jawaharlal Nehru et de Vijaya Lakshmi Pandit. Au-delà de son propre rôle dans le mouvement pour l'indépendance de l'Inde, ses chroniques ont apporté un témoignage sur la famille Nehru-Gandhi.

## Biographie

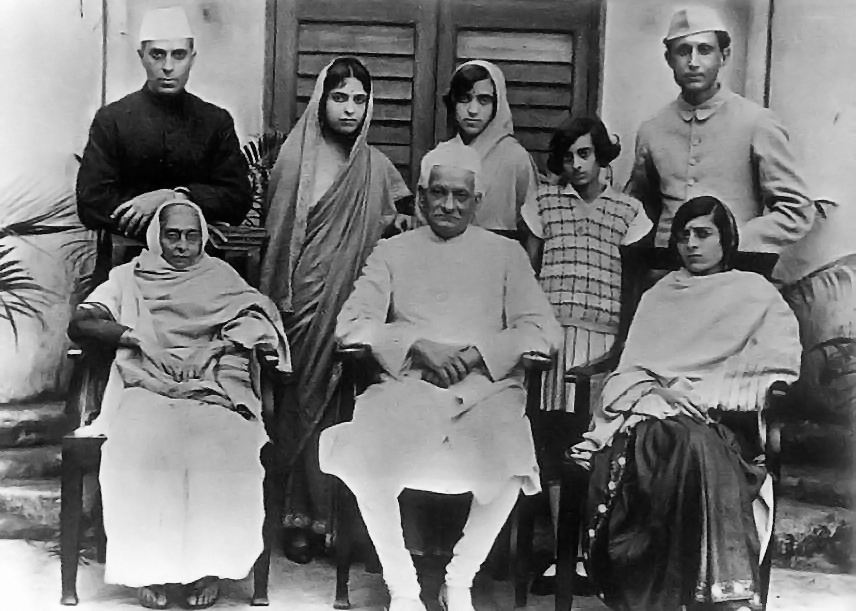
La famille de Motilal Nehru, assis au centre. Debout (de gauche à droite) Jawaharlal Nehru, Vijaya Lakshmi Pandit, Krishna Hutheesing, Indira Gandhi et Ranjit Pandit. Assis : Swaroop Rani, Motilal Nehru et Kamala Nehru (vers 1927).

Elle est née Krishna Nehru, à Allahabad. Son père, Motilal Nehru, né en 1861, est un homme politique, leader du parti du Congrès national indien. Sa mère est Swarup Rani, née en 1865. Les Nehru sont des brahmanes du Cachemire, une caste de lettrés. Krishna est la troisième et la plus jeune parmi les enfants du couple, l’aîné étant Jawaharlal Nehru, né en 1889, soit un écart de 18 ans avec Khrisna, et la cadette étant Vijaya Lakshmi Pandit, née en 1900.
Comme elle le raconte elle-même dans son autobiographie, elle a eu jusqu’en 1919 une existence lisse et confortable. Mais le cours de l’existence de la famille Nehru à Allahabad est bouleversé en 1920 par la rencontre avec le Mahatma Gandhi. Le frère de Krishna, Jawaharlal Nehru,  puis toute la famille, y compris le père initialement plus modéré, s’engagent dans le combat politique pour l’indépendance de l’Inde.  Krishna Nehru assiste ainsi en 1921 à un procès de son père et de son frère pour leurs activités anticoloniales, où ils sont condamnés à des peines de prison. Adolescente, elle rejoint le mouvement pour l’indépendance. En 1926, elle se rend pour la première fois à l’étranger, pour un voyage en Suisse. À son retour, elle prend un emploi de salarié, comme professeur, malgré les réticences de ses parents.  En 1933, elle  se  marie avec Gunottam Hutheesing,  surnommé Raja. Rencontré à Bombay, il appartient à une famille jain éminente d’Ahmedabad. Dans les années 1930 et 1940, son mari et elle participent à la lutte pour l'indépendance de l'Inde. Ils sont  plusieurs fois emprisonnés, tout en élevant leurs deux jeunes fils, Harsha et Ajit Hutheesing.
En 1944, le fils aîné d’Indira Gandhi, Rajiv Gandhi, naît au domicile des Hutheesings, au 20, route Carmichael, à Bombay. Dans les années 1940, Krishna Hutheesing s’affirme comme un auteur et un témoin en écrivant successivement (en partie durant ses incarcérations) un  récit autobiographique (With No Regrets), un ouvrage,  Shadows on the wall, consacré à d’autres femmes détenues pour des raisons politiques, puis The Story of Gandhiji sur le Mahatma Gandhi.
En janvier 1947, Krishna Hutheesing  effectue son premier déplacement aux États-Unis, pour une série de conférences sur la situation de son pays,.  En août 1947, Jawaharlal Nehru devient Premier ministre de l'Inde (et le reste jusqu’à sa mort en mai 1964). Vijaya Lakshmi Pandit est proche de lui, et se voit confier d’importants postes diplomatiques. Krishna Hutheesing  se tient plus à distance. C’est « l’autre sœur Nehru  ». Elle est plus proche de sa nièce Indira Gandhi, que de son frère. À la fin des années 1950 et pendant les années 1960, son mari, Gunottam  Hutheesing,  s’affirme comme  un opposant de Jawaharlal Nehru. En 1959, Gunottam  Hutheesing soutient l'ancien Gouverneur général  et ancien président du Congrès Chakravarti Rajagopalachari, pour former un parti politique conservateur, le Parti Swatantra. Chakravarti Rajagopalachari et Jawaharlal Nehru, qui ont combattu ensemble pour l’indépendance, se respectent et s’apprécient, mais  Chakravarti Rajagopalachari est opposé à la logique de planification et plus généralement à la pensée socialiste qu’incarne Jawaharlal Nehru.
En mai 1964, à la mort de son frère, Krishna Hutheesing  se tient à côté de sa sœur Vijaya Lakshmi Pandit, et de sa nièce Indira Gandhi, pour veiller le défunt et accueillir la foule venue rendre un dernier hommage au leader indien. Dans ces mêmes années 1960, elle reprend sa plume pour écrire à nouveau  en 1967 un ouvrage consacré à la famille Nehru-Gandhi (We Nehrus) puis un portrait d’Indira Gandhi (ouvrage publié après sa mort en 1969).
De passage à Londres à la suite d'un voyage aux États-Unis, elle meurt dans la capitale britannique le 9 octobre 1967, à 60 ans, d’une attaque cardiaque.

## Principales publications
- With No Regrets : An Autobiography, Read Books (2007), 1944 (réédité en 2007), 164 p. (ISBN 978-1-4067-7661-4 et 1-4067-7661-0, lire en ligne)
- Shadows on the wall, J. Day Co., 1948.
- The Story of Gandhiji, Kutub Publishing, 1949.
- We Nehrus, Holt, Rinehart and Winston, 1967. En collaboration avec l’écrivain américain Alden Hatch.
- Dear to Behold : An Intimate Portrait of Indira Gandhi, Macmillan, 1969.